# Wilhelm Hennemann

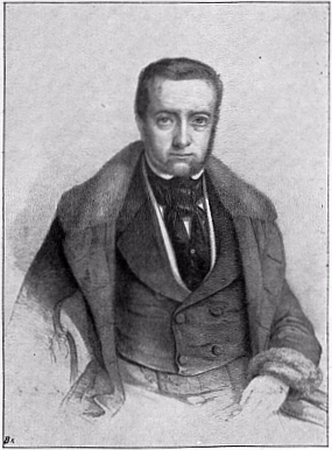
Wilhelm Hennemann

Georg Wilhelm Gottlieb Hennemann (* 7. Oktober 1786 in Schwerin; † 18. Juli 1843 ebenda) war ein deutscher Mediziner.

## Leben
Wilhelm Hennemann war ein Sohn des Schweriner Postdirektors Christian Ulrich Ludwig Hennemann (1747–1806) und dessen Frau Hedwig Katharina Charlotte (1754–1825), Tochter des Kammerdirektors Johann Georg Wachenhusen. Der Schweriner Arzt, Kreis- und Amtsphysikus Wilhelm Johann Konrad Hennemann (1755–1822) war sein Onkel.
Nach dem Besuch der Schweriner Domschule absolvierte er von 1805 bis 1808 ein Medizinstudium, zunächst an der Universität Halle und ab Ostern 1807 an der Universität Göttingen. Nach der in Göttingen am 1. Oktober 1808 erfolgten Promotion und einer Wissenschaftsreise durch Süddeutschland ließ er sich als Arzt in Schwerin nieder. Er betrieb eine private Praxis und war zugleich Arzt an der städtischen Armenanstalt.
1815 wurde er zum Hofmedikus ernannt, 1825 erhielt er den Titel Obermedizinalrat. Besondere Verdienste erwarb er sich während der Choleraepidemie 1831/32. Ab 1838 war er Leibarzt des Herzogs Paul Friedrich von Mecklenburg-Schwerin. 1840 wurde er zum Geheimen Medizinalrat ernannt. Er war wirkliches und korrespondierendes Mitglied in mehreren medizinischen Gesellschaften und ab 1835 Mitglied im Verein für mecklenburgische Geschichte und Altertumskunde. Er war Mitbegründer und Mitarbeiter des Freimütigen Abendblattes.
Wilhelm Hennemann heiratete am 6. Juli 1814 Elise Henriette Pauli (1790–1844), die jüngste Tochter des Geheimen Legationsrats Heinrich Matthias Pauli, großherzoglich-schwerinscher Geschäftsträger in Hamburg.
Wilhelm Hennemann, mit einer umfassenden allgemeinen und medizinischen Bildung ausgestattet, wandte sich allen Zweigen der Heilkunde zu. Er galt als geschickter Operateur, der die zu seiner Zeit neu aufkommenden chirurgischen subcutanen Operationen beherrschte. Er war ständig interessiert an den Fortschritten seiner Wissenschaft.

„[…] sein feiner praktischer Tact, seine Zuversicht einflössende Persönlichkeit, seine Liebenswürdigkeit gegen Patienten und Collegen machten ihn nicht nur zu dem beliebtesten und beschäftigtesten Arzte Schwerins, sondern auch zu einem sehr glücklichen.“

## Hennemannsche Stiftung
Wilhelm Hennemann besaß eine umfangreiche Privatbibliothek mit etwa 7000 Bänden, darunter mehr als 2800 Bände zur Medizin und Naturgeschichte, sowie eine reichhaltige Sammlung chirurgischer Instrumente. Unter den Werken befanden sich zahlreiche anatomische Atlanten und kolorierte Kräuterbücher des 16. Jahrhunderts sowie ein hoher Anteil gynäkologischer Literatur wie etwa Hebammen-Ausbildungswerke.
Nach Hennemanns Tod gab es die Verfügung seiner Witwe, dass die medizinische Bibliothek und auch die Instrumente den Ärzten Schwerins zur Nutzung zur Verfügung stehen sollten. Dazu vermachte sie die Sammlung der Großherzoglichen Regierungsbibliothek. Nach dem Tod der Witwe im Jahr 1844 kam noch ein Legat von 2000 Talern hinzu. Die Sammlung und das Legat, dessen Zinsen zur Erhaltung und Erweiterung des Buchbestandes dienen sollten, legten den Grundstock der Hennemannschen Stiftung.
Die Stiftung war in den Räumen der Regierungsbibliothek untergebracht, verwaltet gemeinsam mit Vertretern der Schweriner Ärzte. Zu den Vertretern der Ärzteschaft gehörte etwa der Oberstabsarzt August Blanck als Bibliothekar. Die Schriften wurden katalogisiert, in 15 Sachgruppen gegliedert und für die Ärzte bereitgestellt, gemeinsam mit den Instrumenten und weiteren anatomischen Schauobjekten. Hierzu wurde von Friedrich Lisch auf Anordnung des Großherzogs Friedrich Franz II. ein Verzeichnis und eine Verwaltungs- und Benutzerordnung erstellt.
Die Finanzen der Hennemannschen Stiftung ergaben ausreichende Mittel, die Sammlung über die Jahre zu erhalten und so zu erweitern, dass der Umfang bis zum Jahr 1900 auf 11.000 Werke gewachsen war. In der Inflationszeit der 1920er Jahre verlor sich das Kapital. Die Instrumentensammlung ging in den 1930er Jahren in den Bestand des Landesmuseums über. Die Büchersammlung wurde in der Landesbibliothek noch bis 1964 eigenständig geführt.

## Schriften (Auswahl)
- De corneae morbis. Dissertation, Röwer, Göttingen 1810
- Beiträge mecklenburgischer Ärzte zu Medizin und Chirurgie. 2 Bände, 1830/31
- Wöchentliche Mitteilungen aus den neuesten selbstständigen Schriften und sonstigen Verhandlungen über die asiatische Cholera. Stiller, Rostock 1832
- Wandtafel zur leichtern Übersicht der gegen die Cholera bewährtesten Vorschriftsmaßregeln und Hilsmittel. Schwerin 1832
- Vergleichende Übersicht aller in Zahlen ausdrückbaren Lebensverhältnisse der männlichen Mitglieder der Großherzoglichen Häuser Mecklenburg von der VIII. bis zur XX. Geschlechtsfolge. Stiller, Rostock 1835
- Über eine Reihe subcutaner Operationen. Stiller, Rostock 1843